# Milíře (Šindelová)
Milíře (německy Kohling) jsou zaniklá obec, která se nacházela přibližně 2 km východně od obce Šindelové v okrese Sokolov v Karlovarském kraji. Rozprostírala se na jižních a západních svazích Vřesovce (784 metrů). Členila se na Dolní a Horní Milíře.
Milíře u Šindelové jsou katastrální území o rozloze 12,44 km². Do katastrálního území zasahuje část ptačí oblasti Západní Krušné hory.

## Název
Pojmenování vesnice bylo odvozeno od milířů k výrobě dřevěného uhlí, které se zde hojně vyskytovaly. Český název byl stanoven v roce 1947 a odráží význam tohoto pojmenování.

## Historie
První písemná zmínka o Milířích pochází z roku 1583. Až do roku 1850 byly Milíře součástí jindřichovického panství, které patřilo Nosticům.
Obdobně jako v okolních obcích a osadách, měly i zdejší, po stráních roztroušené domy, roubené přízemky a štíty se strohou hrázděnou konstrukcí. Obyvatelé se živili zejména těžbou dřeva a jeho pálením na dřevěné uhlí. To se dodávalo především do železáren v Šindelové a Rotavě. Od konce 19. století stála v Milířích škola. V obci byla pila, mlýn a myslivna. Pošta a kostel byly v Krásné Lípě.
V letech 1938 až 1945 byl tehdejší Köhling v důsledku uzavření Mnichovské dohody přičleněn k nacistickému Německu. Zánik obce souvisí s jejím vylidněním po odsunu německého obyvatelstva po druhé světové válce. K demolicím opuštěných stavení došlo v padesátých letech 20. století. Zůstalo stát jen několik domů v dolní části obce, při silnici do Nejdku, kde později vznikla chatová osada. Zaniklou vesnici připomíná mohutný památný strom Jasan v bývalých Milířích.

## Obyvatelstvo
Při sčítání lidu v roce 1921 zde žilo 707 obyvatel (z toho 318 mužů), z nichž bylo 704 Němců a tři cizinci. Až na deset evangelíků se hlásili k římskokatolické církvi. Podle sčítání lidu z roku 1930 měla vesnice 729 obyvatel: 728 Němců a jednoho cizince. Kromě sedmi evangelíků a sedmi lidí bez vyznání byli římskými katolíky.
|           | 1869 | 1880 | 1890 | 1900 | 1910 | 1921 | 1930 | 1950 | 1961 | 1970 | 1980 | 1991 | 2001 | 2011 |
| --------- | ---- | ---- | ---- | ---- | ---- | ---- | ---- | ---- | ---- | ---- | ---- | ---- | ---- | ---- |
| Obyvatelé | 915  | 806  | 730  | 705  | 722  | 707  | 729  | 8    | –    | –    | –    | –    | 15   | –    |
| Domy      | 108  | 119  | 120  | 124  | 125  | 124  | 134  | 135  | –    | –    | –    | –    | 2    | –    |

## Obecní správa
Roku 1850 se staly samostatnou obcí. V letech 1869 až 1900 byly Milíře obcí v okrese Kraslice, 1910 až 1930 obcí v okrese Nejdek, od roku 1950 osadou obce Šindelová. K Milířům patřila osada Javořina, která s Milíři prakticky splývala a její pozdější osudy, včetně zániku, byly stejné jako osudy Milířů.